# 貝興施托克山
46°46′05″N 8°32′12″E / 46.768135°N 8.536628°E
貝興施托克山（德語：Bächenstock），是瑞士的山峰，位於該國中部，由烏里州負責管轄，屬於西阿爾卑斯山脈中烏里山的一部分，海拔高度3,009米，每年平均降雨量2,385毫米。